# Peter von Köppen
Peter von Köppen, ukrainska: Петро Іванович Кеппен, Petro Ivanovytj Keppen, född 2 mars (gamla stilen: 19 februari) 1793 i Charkov, död 4 juni (gamla stilen: 23 maj) 1864 i Karabag på Krim, var en rysk geograf och etnograf; far till Wladimir Köppen.
von Köppen var tjänsteman i ryska ministeriet för riksdomänerna 1836-1860. Han skrev bland annat arbeten om Krim, donkosackernas land, Rysslands areal- och befolkningsförhållanden samt Rysslands viktigaste sjöar och flodmynningar. Han utgav även etnografiska kartor över guvernementet Sankt Petersburg och europeiska Ryssland i dess helhet.